# ターボプロップエンジン

ターボプロップエンジンの動作の模式図（スケマチック）

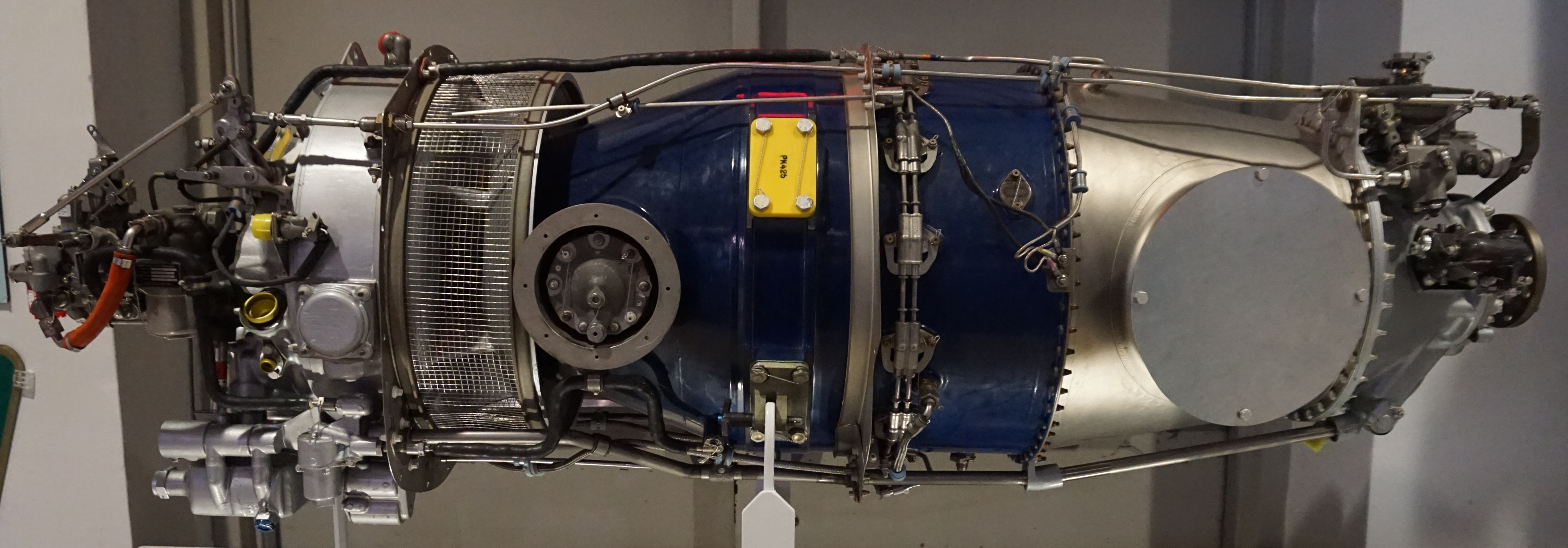
代表的なターボプロップエンジンである、プラット・アンド・ホイットニー・カナダ 製 PT6

ターボプロップエンジン（英: turboprop engine）は、ガスタービンエンジンの1形態で、そのエネルギー出力の大部分をプロペラを回転させる力として取り出す機構を備えたエンジンである。主に小型・低速の航空機用の動力として利用されるが、最大速度が500ノット (925 km/h) に達するTu-95 (航空機)でも使用例がある。

## 概要
ターボプロップエンジンは大きく分けて、空気取入口（エア・インテイク）・圧縮機・燃焼室・タービン・排気口で構成される。空気取入口から取り入れられ、圧縮機を通過することによって充分に圧縮された空気は燃焼室に送られ、燃焼室に噴射された燃料が高温の圧縮空気に接して燃焼することにより発生した高温高圧のガスの膨張エネルギーは、圧縮機およびプロペラと繋がっているタービンを高速で回転させる。タービン軸からの出力は圧縮機を駆動し、さらに減速機を介してプロペラへと伝えられて推進力へ変換される。タービンを通過したあとの燃焼ガスはさらに膨張し、排気口から噴出する際に生じる反動はエンジン全体が生む推力のおおよそ10%～25%を構成する。
また、今日の多くのターボプロップエンジンは、圧縮機駆動用タービン軸とプロペラ駆動用タービン軸が別な2軸構成となっているため、圧縮機駆動用タービンの速度に影響されることなくプロペラを回転させることが可能となっている。それぞれのタービン軸が最適な回転数で回転できることにより、排気口のジェット噴射に残っているエネルギーはプロペラ推力を含めた総出力の10%以下にまで減少する。
このように、ターボプロップエンジンは、ターボファンエンジンやギヤードターボファンエンジンと類似した機構を持っている。一方、ターボプロップエンジンは一般的なターボファンエンジンとは異なり、プロペラシャフトと出力タービンの間に減速機が挿入されている。減速機が間にあることにより、効率を維持するために高回転を必要とする出力タービン軸と、ブレード先端速度が音速を超えないよう回転数に制限があるプロペラシャフトのどちらもが良好な効率を保つことができる。なお、ヘリコプターのターボシャフトエンジンにおけるローター減速ギアと違い、ターボプロップエンジンにおける減速機はエンジンの一部である。
操縦士の等級はターボファンエンジンなどのジェットエンジンと同じく『タービン』である。

### プロペラ

ターボプロップエンジンが動いている時のアニメーション

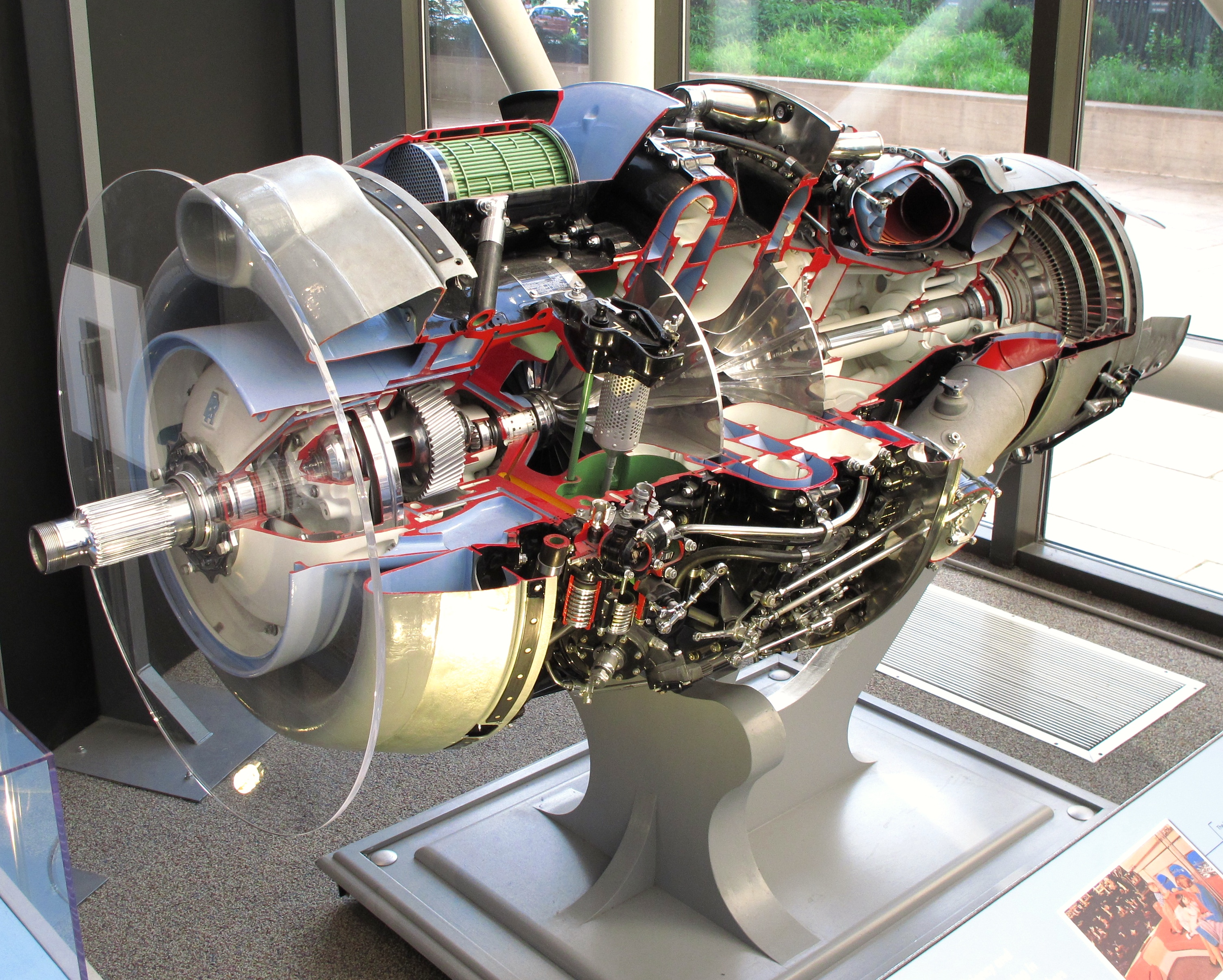
ロールスロイス・ダート・カットモデル

ターボプロップエンジンと組み合わせて使用されるプロペラは、初期のものはレシプロエンジン用のものと一見すると似ているが、大きな軸出力を吸収するためにブレード枚数は一般に4枚以上と多く、プロペラ翼面積 / プロペラ円板面積も大きい。さらにはAn-70やTu-95のように2重反転プロペラを採用するものもある。翼平面形は幅広で翼厚比（最大翼厚と翼弦長の比）が小さい上、後退角がついていることも多く、より高マッハ数に適した形状となっている。たとえば、有名な軍用ターボプロップ機として知られるC-130では、最初の量産型であるA型ではプロペラは3翅、その後B型からは4翅となったが、派生型の C-130J では出力増大に合わせ6翅ブレードになるとともに形状・材質が改良されている。
また、ターボプロップエンジンは中低速において他種のターボジェットエンジンやターボファンエンジンよりも効率に優れる。同出力のレシプロエンジンとの比較では（とくに低速回転域内において）燃費に劣る傾向にあるものの、ある程度以上の出力ではレシプロエンジンの複雑化・大重量化に対してガスタービンエンジンの簡便・小型軽量・高出力というメリットが大きくなる。そのため、民間ではジェット旅客機よりも小型のコミューター機やビジネス機に多く採用されてきた。一方で、それらよりさらに小型な機体（単発機も含む）については、過剰スペックで価格面でも不利なため利用は少ない。
一方で軍用機においては、練習機や連絡機などでは、小型機にもかかわらずターボプロップエンジンが採用されることがある。
これらの機種では、強力なSTOL性やジェット機なみの十分な推力・運動性能が必要な場合や、ジェットエンジンやディーゼル車両などとの燃料共通化が必要だからである。小型機向けの低出力モデルとしては400馬力級のアリソン 250シリーズが多く利用されているが、航空機の操縦に不慣れな初学者のパイロット訓練生にとってはそれでも強力すぎるため、自衛隊の初等練習機（T-7やT-5）などは、通常の訓練時には出力にリミッターをかけている。
飛行速度が増すにつれてプロペラ効率は低下し、ターボファンエンジンに対する優位性がまったくなくなるため、高速度を求められる航空機での採用は非合理的となる。高亜音速～遷音速域で高バイパス比・低燃費を追求する場合には、ターボプロップエンジンとターボファンエンジンを折衷したような構造を持つギヤードターボファンエンジンが導入されることがある。

### 圧縮機
現代的なターボジェット/ターボファンエンジンの多くは軸流式圧縮機を使用しているが、小型化への要求が大きいターボプロップエンジンでは、（少なくとも）1段の遠心式圧縮機を含む、軸流式 - 遠心式の複合型となっていることが多い。

## 歴史

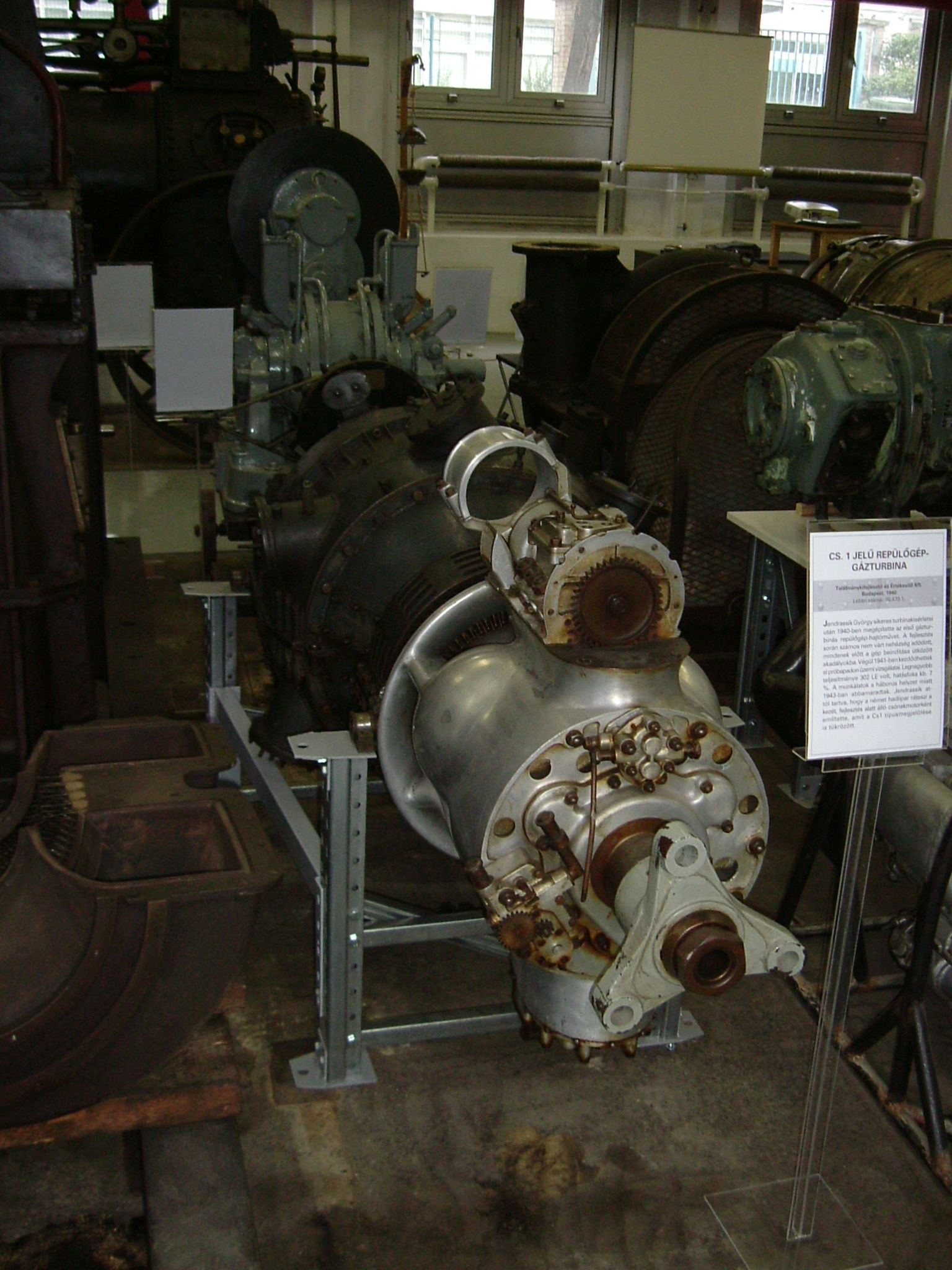
CS-1

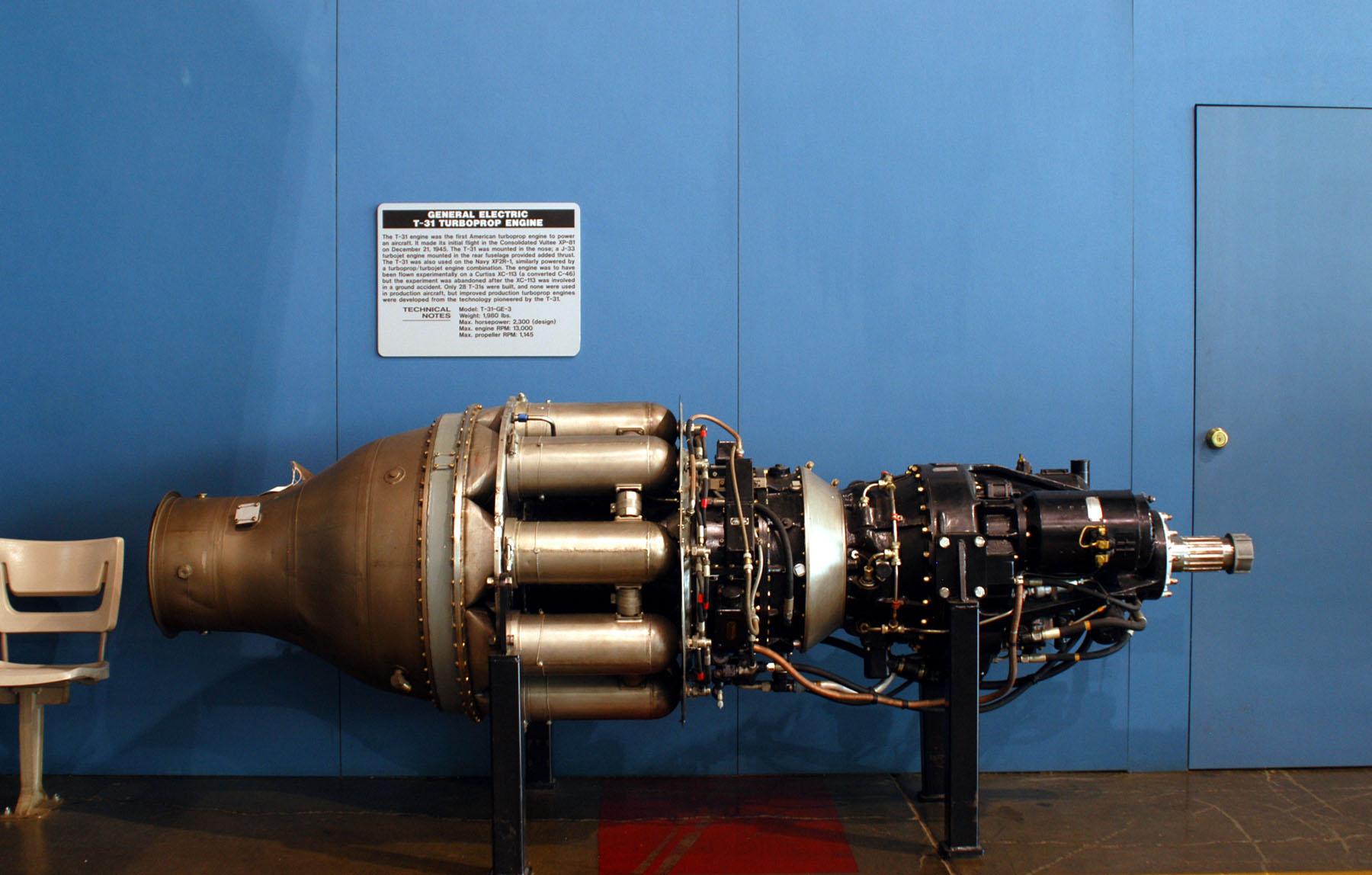
General Electric T31

史上初のターボプロップエンジンは、ハンガリー人の機械技師György Jendrassikによって設計されたJendrassik Cs-1で、ブダペストのガンツ社で1939年から1942年にかけて試作・試験が行われている。このエンジンは、1940年にLászló Vargaが設計した双発偵察爆撃機RMI-1 X/Hのために企画されたものだったが、RMI-1 X/Hの計画は途中でキャンセルされた。またJendrassikは75kW級の、より小型のエンジンも1937年に設計している。
構造は15段の圧縮機と7段のタービンで構成される軸流式の設計は近代的な特徴が盛り込まれていた。これらには剛性のある圧縮機‐タービンが前部と後部の軸受けで保持されていた。単体のアニュラ型燃焼器と反転流を取り入れる事によりエンジンの全長を短縮したり、空冷式タービンディスクとタービンブレードはディスクへの熱伝導を減らす源流が見られる。環状の吸気口はプロペラ用の減速歯車を取り囲むように配置され排気口もまた環状に配置される。最初の地上試験は1940年に行われ、世界初のターボプロップエンジンになった。しかし、燃焼の問題等により出力は約400bhpに制限された。1941年にハンガリー空軍が重戦闘機としてメッサーシュミット Me 210を選択したので開発は中止して工場ではそれの動力であるダイムラー-ベンツ DB 605を生産した。 試作された RMI-1 は後に1944年これらのエンジンを搭載した。
英国初のターボプロップエンジンはロールス・ロイスRB.50 トレントで、これは初期の遠心圧縮式ターボジェットエンジンであるダーウェント Mk.II に、同軸遊星減速ギアボックスと、ロートル社製5翅プロペラを付与して、軸出力750ehp、余剰推力450kgを発揮した。
トレントは第二次世界大戦終結で余剰になったグロスター ミーティア F.3 改造機（民間登録番号 EE227、トレント・ミーティアと呼ばれた）に積まれて試験を重ね、1945年9月20日に世界で初めてターボプロップ単独での飛行に成功した。ロールス・ロイスはこの知見から、信頼性・経済性の極めて高い、世界初の実用ターボプロップエンジンであるダートを1947年に実用化し、二次大戦期の各国主力戦闘機のレシプロエンジンと同程度となる1000～2000馬力級の航空機用中出力エンジンの代替標準になった。ダートはイギリス本国だけで40年間、外国でのライセンス生産も含めると21世紀初頭にいたるまで、50年以上にわたって製造された。エンジンの生産終了後もアフターサービス体制は維持されており、今なお多数のダート搭載機が現用中である。
最初のアメリカ製ターボプロップエンジンはXP-81実験機に使用されたゼネラル・エレクトリック XT31である。 XP-81はターボプロップとターボジェットを併用する初めての飛行機で1945年12月に初飛行した。
 
初飛行は1945年12月21日のXP-81実験機によって実施された。T31は機首に備えられ、T33ターボジェットエンジンは胴体後部で推力を追加した。T31はターボプロップとターボジェットエンジンを併用する海軍のXF2R-1でも使用された。エンジンはカーチス XC-113 (C-46から改造)に備えられて飛行試験を行ったがXC-113が地上で事故を起こした後、試験は破棄された。T31は28基が生産され、どれも量産機には使用されなかったがT31で得られた知見は後の量産されたターボプロップエンジンに役立てられた。
ソビエト連邦は4つの同軸反転プロペラを持ち、最大巡航速度が925km/h（これは多くの第一世代のターボジェット機よりも速く、ほとんどの作戦においてジェット機の巡航速度と比肩しうるものであった）に達する爆撃機Tu-95 (ベア)を進空させた。Tu-95は、ターボジェットに比べて低燃費なターボプロップを採用したことにより航続性能に優れていたため、高い攻撃能力および偵察能力を発揮した。さらには、対潜哨戒機型（Tu-142）や、改設計を経てTu-114旅客機としても転用できる汎用性も獲得した。これらの機体は、ソ連の力の象徴としても評価され、20世紀後半を通じて最も成功した航空機のひとつとなった。
Tu-95の対抗機であるアメリカ合衆国のB-52は、計画段階で大出力ターボプロップを企図していたが断念し、ターボジェットを搭載した（のちに新型のターボファンエンジンに換装）。また、アメリカでは1940年代後半から1950年代中盤にかけて、テイルシッター型のVTOL機や、同軸反転プロペラとターボプロップエンジンの組み合わせの研究も行われたが、いずれも実用には至らなかった。
ボーイング367-80が早期に成功したため、大型民間機市場ではターボプロップエンジン搭載機の時代を迎えることはなかったが、YS-11やデ・ハビランド・カナダ DHC-8などのコミューター機に広く採用されたほか、ロッキード(現ロッキード・マーティン)C-130やL-188、および同機を原型とした哨戒機P-3など軍用機市場では一定の需要があったため2000年代以降も販売が続いている。
アメリカにおける最初のターボプロップエンジンはGE T-31で、最も普及したターボプロップエンジンは半世紀以上の実績があるプラット・アンド・ホイットニー・カナダ PT6である。
2000年代以降はターボファンエンジンの性能が向上しメリットが薄れてきたため、ターボプロップ機の主な市場であった中・近距離の路線向けの中・小型の旅客機（ミニ・エアライナー）はリージョナルジェットに置き換わりつつあり、軍用哨戒機もP-8やP-1などターボファン機が後継として選ばれている。一方でアリソン 250に代表される小型エンジンの登場により、小型機への搭載も可能となった。多くの軍ではレシプロ機は初等練習機のみとなっており、練習機のために航空ガソリンと保管施設を用意していたが、ターボプロップ練習機の導入により航空燃料をジェット燃料に一本化することが可能となった。初等練習機としてはGrob G 120TPやピラタス PC-7などが多くの国の軍に採用されている。
大型軍用輸送機エアバス A400M向けに11,000馬力もの出力を誇るユーロプロップ・インターナショナル TP400を新規に共同開発中である。
2020年、新型コロナウイルスの感染が拡大すると航空機を利用した移動者数が激減。欧米では搭乗者数が少なくても経済的に運行ができるターボプロップエンジンを搭載した小型旅客機の存在感が増した。ATR社では、このような需要を吸収するとともにアジア・太平洋地域、南アメリカ、アフリカなど飛行場に関連する地上インフラが不十分な地域でも需要があるとして、ターボプロップ機の開発、生産を続けていくことに自信を示している。

## 出力の単位
ターボプロップエンジンの出力は軸出力と呼ばれ、SI単位であるkWのほかに、shp（shaft horse power, 軸馬力）や 排気推力も含めて軸出力に換算したeshp（equivalent shaft horse power, 総計等価（軸）馬力）などが用いられる。

## 先進ターボプロップ（ATP）
1950年代に開発されたTu-95は現在に至るも世界最速のターボプロップ機であり、Tu-95とアントノフ An-22に搭載されたクズネツォフ NK-12は世界最強の出力を持つターボプロップエンジンである。
1960年代頃から現在に至るまで、各国でこれを上回る先進ターボプロップ(ATP:Advanced TurboProp)技術の研究・開発が行われている。手法としては、増大する空気抵抗に打ち勝つだけの出力をプロペラに与えるための多翅化・二重反転化やプロペラブレード端に後退角をつけることでマッハ0.8程度の高亜音速を狙うことが多い。なお、90年代の原油価格の低下やターボファンエンジンの性能向上などによって開発が遅れたこともあり、今なお種々の課題が解決されていない（Tu-95と同程度、あるいは若干低速の機体ですら、ターボファンを採用する例が多い）。代表的な開発中のATPにプロップファンエンジンとアンダクテッドファンエンジン (UDF) がある。
- ゼネラル・エレクトリック GE-36 UDF
- プログレス D-27
- ボーイング7J7
- General Electric Catalyst（英語版） - 2017年12月に飛行試験が行われた。

## レシプロからの換装

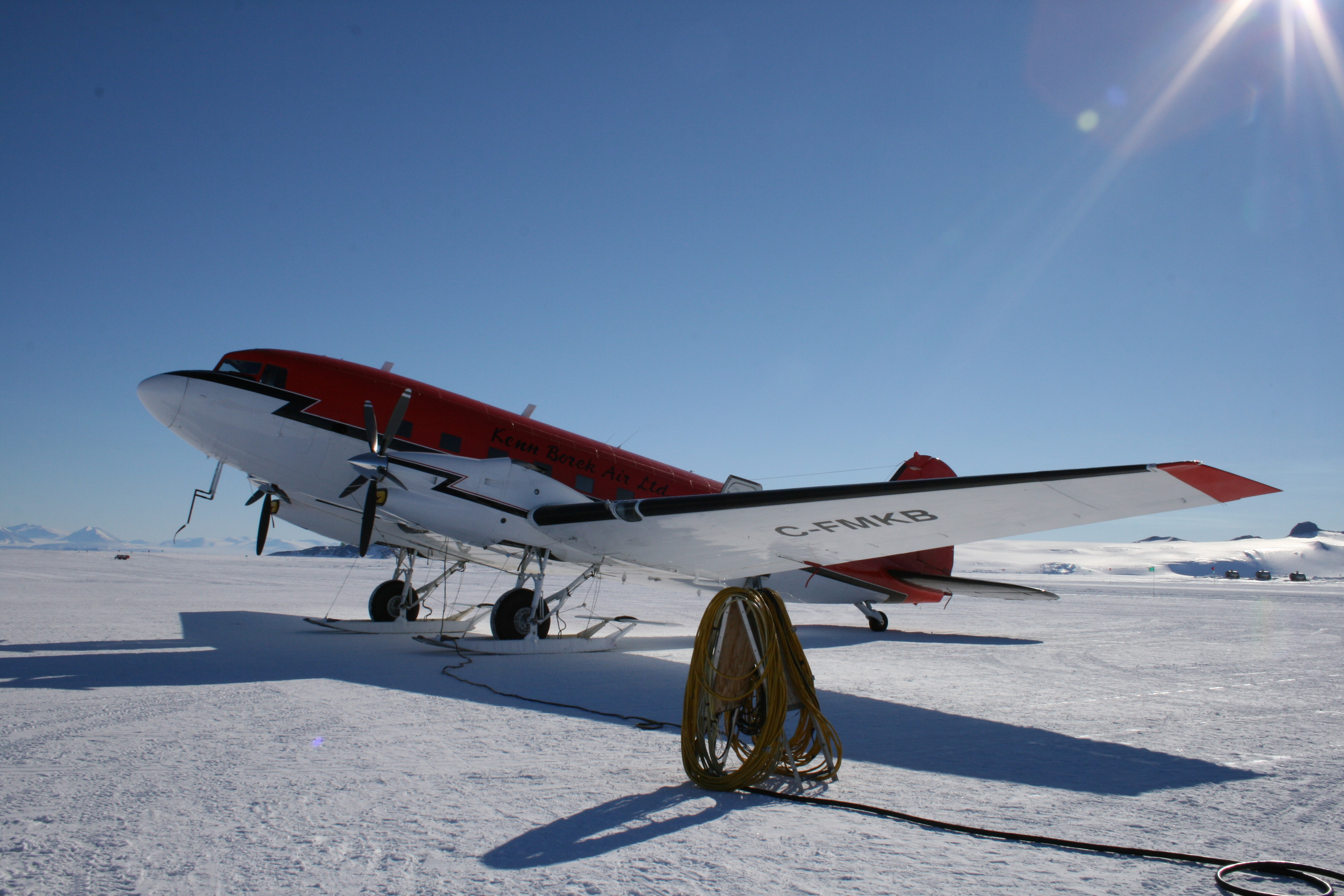
ターボプロップ化されたDC-3（ベイズラー BT-67）

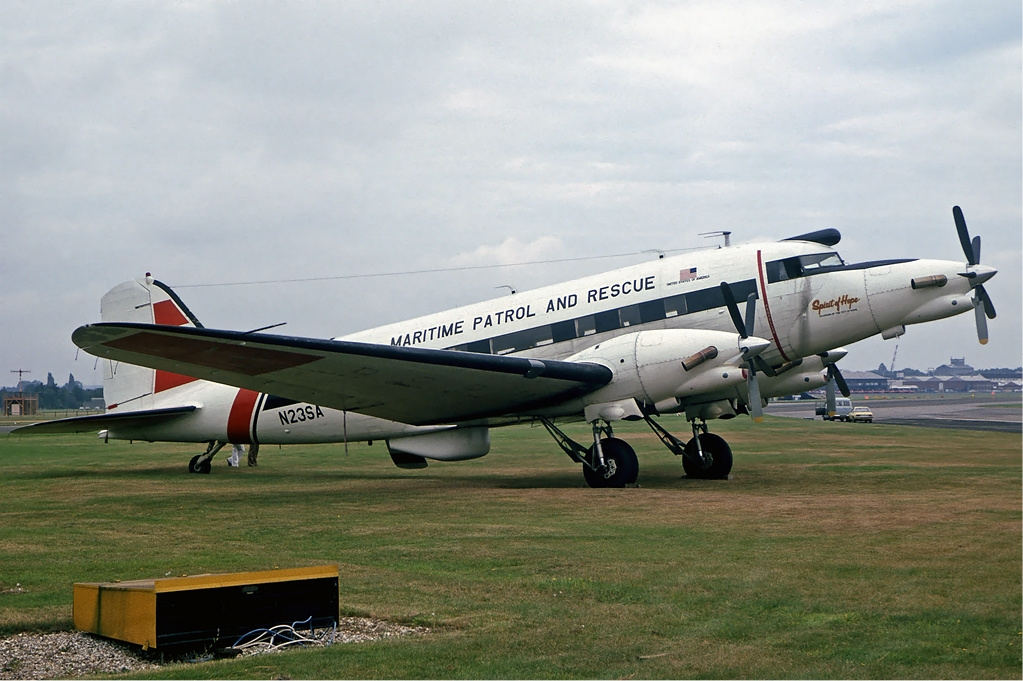
ターボプロップ三発機に改造されたDC-3（コンロイ トライ・ターボ3）

実用レベルに達したターボプロップ機の販売が開始されると、レシプロエンジン機は機械的な寿命を迎える前に燃費や速度面で陳腐化し資産価値（中古市場での価格）が低下してしまった。そこでエンジンをターボプロップに換装して性能を向上させ価値の低下を防ぐ近代化が提案された。1980年代にはコンロイ・エアクラフトやベイズラー・ターボ・コンヴァージョンなど専門メーカーによる換装が数多く行われた。
特に1万機以上が製造されたDC-3はターボプロップ化によるメリットが大きく、1990年になってもBT-67を発表するなど依然として需要が存在する。
軍用機では、性能向上だけでなく、燃料をガソリンからジェット燃料に統一して運用の効率化を図れるというメリットもある。例として、P2V-7をターボプロップエンジンへ換装したP-2Jが製造されている。

## ターボプロップエンジンを採用した主な航空機

### アメリカ
- C-130シリーズ
- ロッキード L-188
- OV-10
- P-3
- T-6
- E-2

### ロシア（旧ソ連）
- Il-18
- Il-114
- An-12
- An-22
- An-24
- An-32
- An-70
- An-140
- Tu-95
- Tu-114

### 中国
- KJ-1
- Y-7
- MA60

### 日本
- PS-1 / US-1
- US-2
- YS-11
- MU-2
- P-2J
- T-5
- T-7

### スウェーデン
- サーブ 340
- サーブ 2000

### スイス
- ピラタス PC-7
- ピラタス PC-9
- ピラタス PC-21

### ブラジル
- エンブラエル EMB 110
- エンブラエル EMB 120
- エンブラエル EMB-312
- エンブラエル EMB-314

### その他
- ビッカース バイカウント
- デ・ハビランド・カナダ DHC-8 - ボンバルディア Qシリーズ
- ATR 42
- ATR 72
- エアバス A400M